# Geogarypus paraguayanus
Geogarypus paraguayanus es una especie de arácnido del orden Pseudoscorpionida de la familia Geogarypidae.

## Distribución geográfica
Se encuentra en Brasil y Paraguay.